# 屈斯特里讷福尔兰
屈斯特里讷福尔兰（德語：Küstriner Vorland，意为“屈斯特林的前沿地”）是德国勃兰登堡州的市镇，隶属于梅尔基施-奥得兰县，总面积为45.97平方千米，截至2023年12月31日总人口为2,561人。